# Oakland (Florida)
Oakland è una città degli Stati Uniti d'America situata in Florida, nella Contea di Orange.